# Intersil
Intersil Corporation (NASDAQ: ISIL) — американская компания, производитель интегральных микросхем и полупроводниковых устройств. Отделилась от Harris Corporation в 1999 году. Штаб-квартира в Милпитасе (Калифорния), производственные мощности, изначально принадлежавшие Harris, расположены в Палм-Бей (Флорида), а проектные конторы в четырёх штатах США и в Великобритании.

## История
Первоначальный Intersil был основан в 1967 году. Он запомнился аналоговыми КМОП-микросхемами, однокристальным мультиметром, однокристальным процессором PDP-8, использовавшимся в серии компьютеров DECmate, и КМОП-реализацией микроконтроллера Intel 8048. После того, как была приобретена в 1981 году компанией General Electric, была продана в 1988 году Harris Corporation, по указанию которой название было изменено. Название Intersil было возвращено после отделения компании от Harris Corporation в 1999 году.
Разработкой Intersil (ещё в качестве подразделения Harris Corporation) является PRISM — серия микросхем для беспроводных сетей Wi-Fi: эта серия продуктов была продана в 2003 году компании Globespan Virata и в данное время поддерживается и развивается компанией Conexant.
После продажи своей серии беспроводных товаров, Intersil постепенно развилась в ведущего производителя аналоговых полупроводниковых устройств с 5-ю специализированными группами товаров: потребительская энергетика, потребительская электроника, аналоговые смешанные сигналы, промышленные коммуникации, самодвижущиеся и военно-космические специализированные устройства.
В 2000-х — 2010-х годах Intersil являлся производителем хорошо зарекомендовавшего себя микропроцессора RCA 1802 (также известного как RCA COSMAC), традиционно наиболее часто используемого для применения в космосе, и продолжал расти в основного игрока в мире аналоговых полупроводниковых устройств.
С августа 2016 года шли переговоры о покупке Intersil японской полупроводниковой компанией Renesas Electronics за 300 млрд иен ($2,99 млрд)24 февраля 2017 года сделка была одобрена Комитетом по иностранным инвестициям США.